# Esprit-Marie Cousinéry

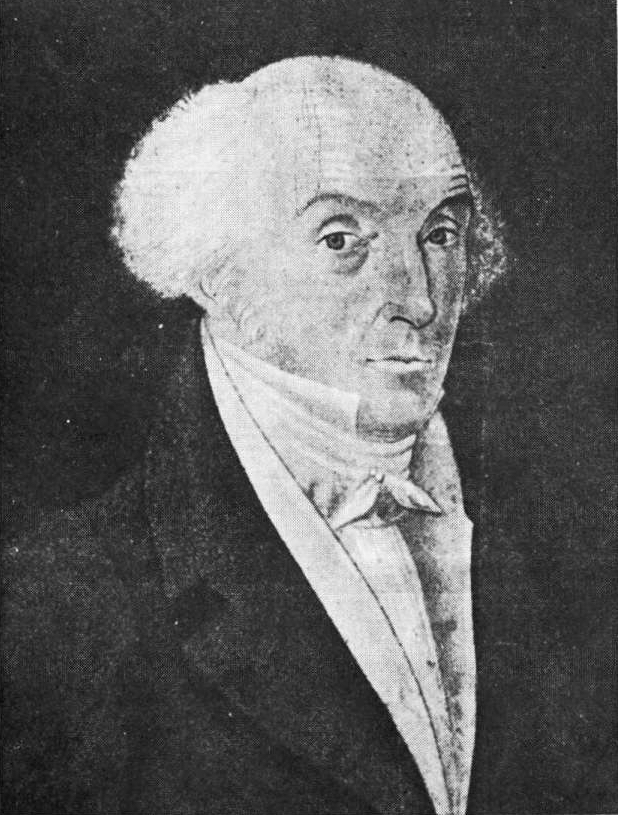

Esprit-Marie Cousinéry, född den 6 juni 1747 i Marseille, död den 13 januari 1833 i Paris, var en fransk numismatiker.
Cousinéry gick den diplomatiska banan och blev konsul i Saloniki 1773, men sattes efter revolutionen, för sitt vänskapliga förhållande till Choiseul-Gouffier, på emigranternas lista och vistades därefter mestadels i Smyrna till 1803, då han återvände till Frankrike. Talleyrand lät då tilldela honom ett årligt understöd av 6 000 francs, vilket dock indrogs, då Cousinéry för 136 000 francs till München sålde sin i österlandet förvärvade samling av ålderdomliga mynt. År 1825 fick Cousinéry likväl åter en pension, på 5 000 francs. En andra myntsamling sålde han till kungen av Bayern för 75 000 francs, en tredje till kejsaren av Österrike för 33 000 francs och en fjärde till Pariskabinettet för 60 000 francs. Han blev ledamot av Académie des inscriptions et belles-lettres 1830. Av hans skrifter kan nämnas Essai sur les monnaies d'argent de la ligue Achéenne (1825) och Voyage dans la Macédoine (1832).